# Rathaus Hoya
Das Rathaus Hoya in Hoya, Schloßplatz 2, an der Weser, wurde am Anfang des 19. Jahrhunderts gebaut. Das ortsteilprägende Gebäude war zuvor die Kreisberufsschule. Das Gebäude steht unter Denkmalschutz (siehe auch Liste der Baudenkmale in Hoya).

## Beschreibung und Geschichte

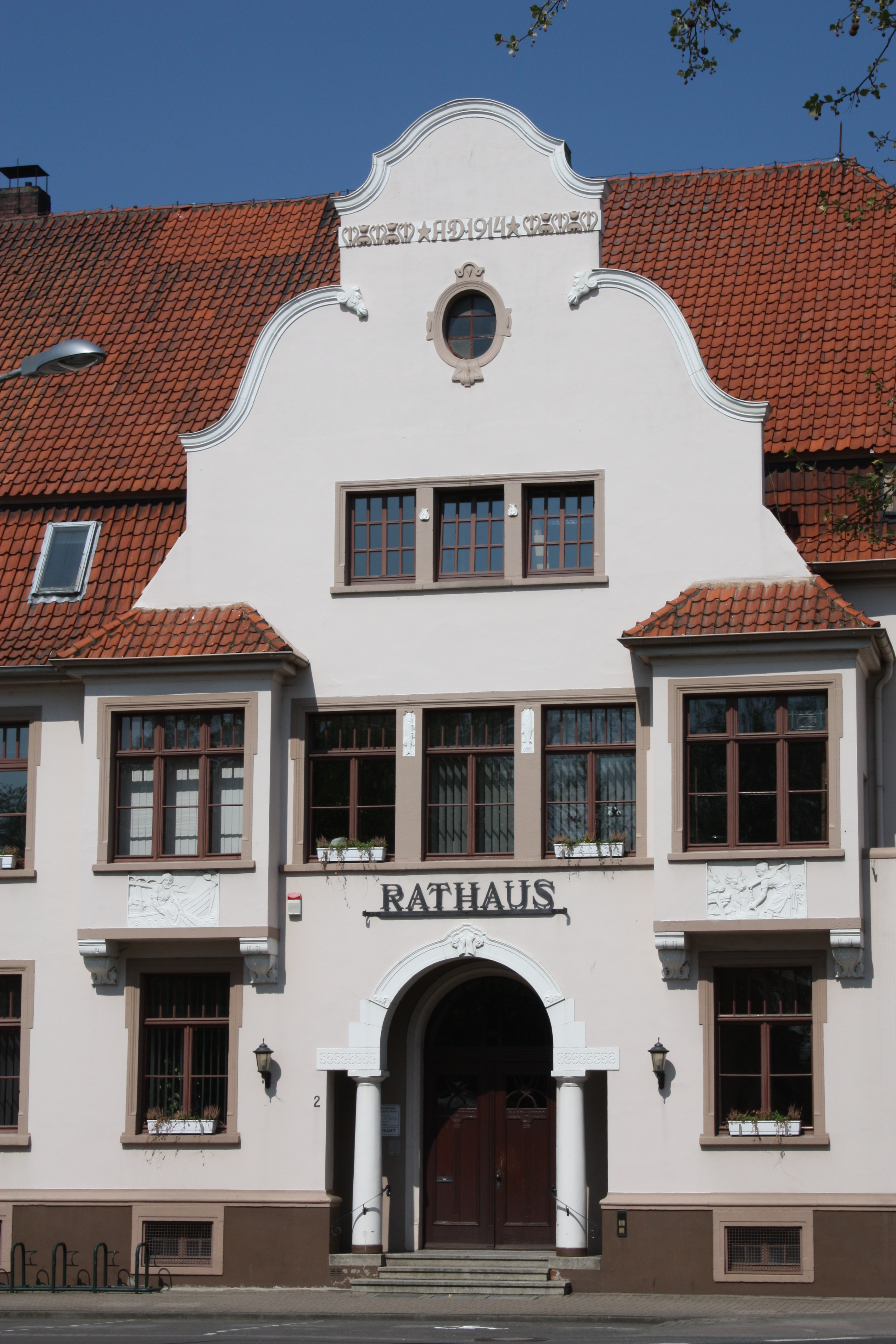
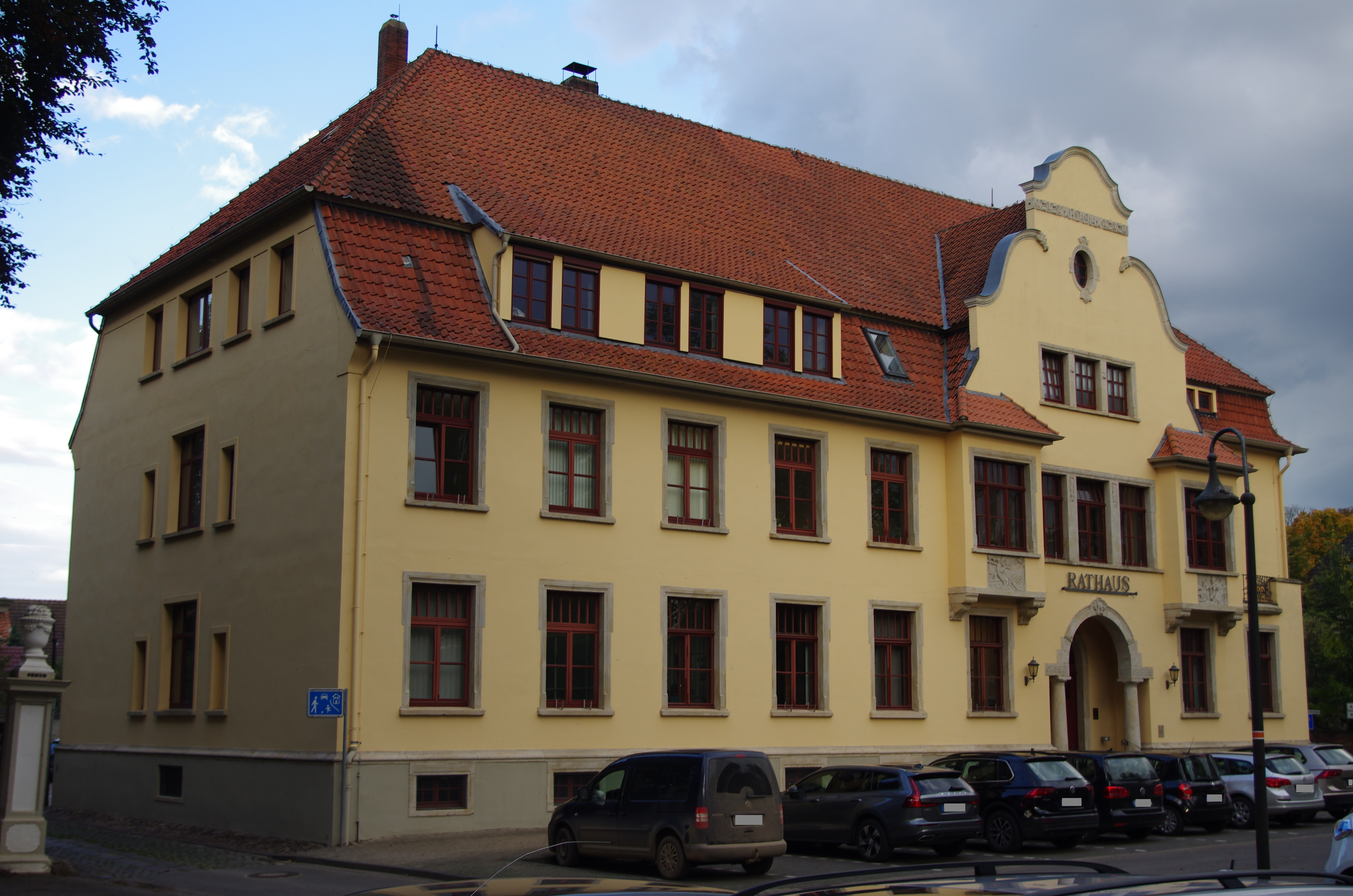

Das zweigeschossige, traufständige, verputzte Gebäude im Jugendstil mit dem dominanten viergeschossigen, barockisierenden Giebelrisalit mit dem Portal und eingerahmt durch zwei Erker im Obergeschoss sowie mit dem Mansarddach wurde 1914 als Kreisberufsschule gebaut und als Schule bis in die 1970er/80er Jahre genutzt.
Mit der Gebietsreform 1974 wurde die niedersächsische Samtgemeinde Hoya mit dem Sitz in Hoya gegründet. Von 1934 bis 1980 hatte die Verwaltung der Stadt ihren Sitz im Alten Rathaus in der Villa Lange Straße 64.
In dem Dienstgebäude befindet sich die Verwaltung der Samtgemeinde Grafschaft Hoya, der Stadt Hoya sowie des Fleckens Bücken und einiger Mitgliedsgemeinden mit u. a. Samtgemeindebürgermeister, Wirtschaft, Tourismus und Kultur, Ordnung, Bildung und Soziales, Bau, Planung und Umwelt. Ein weiteres Verwaltungsgebäude der Samtgemeinde befindet sich in Eystrup. Die Berufsbildende Schule ist aktuell in der Kreisstadt Nienburg.